# العلاقات البيلاروسية الكورية الجنوبية
العلاقات البيلاروسية الكورية الجنوبية هي العلاقات الثنائية التي تجمع بين روسيا البيضاء وكوريا الجنوبية.

## مقارنة بين البلدين
هذه مقارنة عامة ومرجعية للدولتين:
| وجه المقارنة                                              | روسيا البيضاء                    | كوريا الجنوبية                                                          |
| --------------------------------------------------------- | -------------------------------- | ----------------------------------------------------------------------- |
| المساحة (كم2)                                             | 207.60 ألف                       | 100.30 ألف                                                              |
| عدد السكان (نسمة)                                         | 9.50 مليون                       | 51.47 مليون                                                             |
| الكثافة السكانية (ن./كم²)                                 | 45.76                            | 513.16                                                                  |
| العاصمة                                                   | مينسك                            | سول                                                                     |
| اللغة الرسمية                                             | اللغة البيلاروسية، اللغة الروسية | اللغة الكورية                                                           |
| العملة                                                    | روبل بلاروسي                     | وون كوري جنوبي                                                          |
| الناتج المحلي الإجمالي (بليون دولار)                      | 54.44 مليار                      | 1.53 تريليون                                                            |
| الناتج المحلي الإجمالي (تعادل القوة الشرائية) بليون دولار | 168.35 مليار                     | 1.75 تريليون                                                            |
| الناتج المحلي الإجمالي الاسمي للفرد دولار أمريكي          | 5.74 ألف                         | 27.22 ألف                                                               |
| الناتج المحلي الإجمالي للفرد دولار أمريكي                 | 18.18 ألف                        |                                                                         |
| مؤشر التنمية البشرية                                      | 0.798                            | 0.901                                                                   |
| رمز المكالمات الدولي                                      | +375                             | +82                                                                     |
| رمز الإنترنت                                              | .by، .бел                        | .kr                                                                     |
| المنطقة الزمنية                                           | ت ع م+03:00                      | توقيت كوريا الجنوبية، ت ع م+09:00، آسيا/سيول ‏، ت ع م+08:00، ت ع م+08:30 |

## منظمات دولية مشتركة
يشترك البلدان في عضوية مجموعة من المنظمات الدولية، منها:
| علم المنظمة | اسم المنظمة                               | تاريخ انضمام روسيا البيضاء | تاريخ انضمام كوريا الجنوبية |
| ----------- | ----------------------------------------- | -------------------------- | --------------------------- |
|             | مؤسسة التمويل الدولية                     | 2 نوفمبر 1992              | 16 مارس 1964                |
|             | منظمة حظر الأسلحة الكيميائية              | ?                          | ?                           |
|             | يونسكو                                    | 12 مايو 1954               | 14 يونيو 1950               |
|             | الأمم المتحدة                             | 24 أكتوبر 1945             | 17 سبتمبر 1991              |
|             | منظمة الشرطة الجنائية الدولية             | ?                          | ?                           |
|             | مجموعة الموردين النوويين                  | ?                          | ?                           |
|             | البنك الدولي للإنشاء والتعمير             | 10 يوليو 1992              | 26 أغسطس 1955               |
|             | الاتحاد البريدي العالمي                   | ?                          | ?                           |
|             | المركز الدولي لتسوية المنازعات الاستشارية | 9 أغسطس 1992               | 23 مارس 1967                |
|             | وكالة ضمان الاستثمار متعدد الأطراف        | 3 ديسمبر 1992              | 12 أبريل 1988               |

## وصلات خارجية
- موقع وزارة الخارجية البيلاروسية
- موقع وزارة الخارجية الكورية الجنوبية